# Helge Schneider
Helge Schneider (Mülheim an der Ruhr, 30 agosto 1955) è un comico, cantante, attore , regista e sceneggiatore tedesco.
È attivo come intrattenitore, comico, musicista, compositore, autore, regista di film e teatro, attore e sceneggiatore. Frequentemente partecipa a programmi televisivi ed è noto soprattutto per la sua novelty song Katzeklo (1994).

## Discografia
- 1987: The Last Jazz
- 1989: Seine größten Erfolge
- 1990: New York, I’m Coming
- 1992: Guten Tach
- 1993: Es gibt Reis, Baby
- 1995: Es rappelt im Karton
- 1997: Da Humm!
- 1998: Helge 100% live – The Berlin Tapes (live)
- 1999: Eiersalat in Rock (a nome Helge and the Firefuckers)
- 1999: Jazz (& Hardcore)
- 2000: Hefte raus – Klassenarbeit! (live)
- 2003: Out of Kaktus! (Songs aus dem Kaktus)
- 2004: Füttern verboten (live)
- 2007: I Brake Together
- 2007: Akopalüze Nau (live; parodia)
- 2013: Sommer, Sonne, Kaktus
- 2014: Live at the Grugahalle – 20 Jahre Katzeklo (Evolution!) (live)
- 2017: Heart Attack No. 1 (feat. Pete York)
- 2019: Partypeople (beim Fleischer)
- 2020: Mama
- 2021: Die Reaktion – The Last Jazz, Vol. II
- 2023: Torero
- 2023: Live in Graz (live)

## Filmografia parziale

### Attore, regista e sceneggiatore
- Texas - Doc Snyder hält die Welt in Atem, co-regista Ralf Huettner (1993)
- 00 Schneider - Jagd auf Nihil Baxter, co-regia di Christoph Schlingensief (1994)
- Praxis Dr. Hasenbein (1997)
- Jazzclub - Der frühe Vogel fängt den Wurm. (2004)
- 00 Schneider - Im Wendekreis der Eidechse, co-regia di Andrea Schumacher (2013)

### Attore
- Menu total, regia di Christoph Schlingensief (1986)
- Johnny Flash, regia di Werner Nekes (1986)
- Mutters Maske, regia di Christoph Schlingensief (1988)
- Manta - Der Film, regia di Peter Timm (1991)
- 7 Zwerge, regia di Sven Unterwaldt Jr. (2004)
- 7 Zwerge - Der Wald ist nicht genug, regia di Miguel Angelo Pate e Sven Unterwaldt Jr. (2006)
- Mein Führer - La veramente vera verità su Adolf Hitler (Mein Führer - Die wirklich wahrste Wahrheit über Adolf Hitler), regia di Dani Levy (2007)
- Chaostage - We are Punks!, regia di Tarek Ehlail (2009)
- Die Känguru-Chroniken, regia di Dani Levy (2020)

### Doppiatore
- Kleines Arschloch (1997)
- Käpt'n Blaubär - Der Film (1999)
- Das kleine Arschloch und der alte Sack - Sterben ist Scheiße (2006)